# Аллоды
Алло́ды — вымышленная вселенная и серия компьютерных ролевых игр с элементами стратегии, основанных на общей сюжетной линии — мире, распавшемся на части в результате магических опытов.

#### Проклятые земли

Меню заклинаний в игре "Проклятые земли"

## Игры
| 1998 | Аллоды: Печать тайны                  |
| 1999 | Аллоды II: Повелитель душ             |
| 2000 | Проклятые земли                       |
| 2001 |                                       |
| 2002 |                                       |
| 2003 |                                       |
| 2004 |                                       |
| 2005 | Легенды Аллодов                       |
| 2006 | Проклятые земли: Затерянные в астрале |
| 2007 |                                       |
| 2008 |                                       |
| 2009 | Аллоды Онлайн                         |
| 2010 |                                       |
| 2011 | Аллоды: Охота за Сокровищами          |
| 2012 |                                       |
| 2013 |                                       |
| 2014 | Аллоды Mobile                         |
| 2015 |                                       |
| 2016 | Пираты: Штурм небес                   |

#### Аллоды: Печать тайны
Аллод Умойр не принадлежит ни одной Империи, но покрыт завесой Великой Тайны — никто не возвращается оттуда. Власти могущественной империи Кании засылают на Умойр четырёх агентов: мужчину-воина (Данас), мужчину-мага (Фергард), женщину-воина (Найра), женщину-мага (Рениеста). Они должны разобраться, что происходит на таинственном Умойре. При телепортации они оказываются разбросаны по всему аллоду, и одна из их задач — вновь объединиться в одну команду.

#### Аллоды II: Повелитель душ
Игра начинается с похожего на первую игру выбора персонажа — мужчина или женщина, воин или маг. Персонаж встречается с Скраканом и телепортируется на Язес. Там он знакомится с представителем одного из знатных родов — Иглезом, который в тайне борется за справедливость даже против воли короля. Иглез ему рассказывает о тайне Язеса — Падении трёх звёзд. Потом герои выручают из беды волшебницу Дайну. Втроём они выясняют истинную ситуацию на Язесе и так далее. 

#### Проклятые земли: Затерянные в астрале
Фирез — чародей школы некромантов, являющийся также джуном, он сумел подчинить волю Великого Мага аллода Джигран. Фирез установил абсолютную власть. Все его подчинённые — бесправные рабы. Один из них — Кир — сумел совершить побег и переправиться на Суслангер.
В игре на каждом из островов-аллодов есть несколько секретных миссий. Выполнив все миссии острова, игрок получает осколок Жезла Жизни. Если собрать все три осколка, то можно несколько изменить концовку игры. Если не выполнять секретные миссии, Кель по сюжету умирает, а Кир приобретает некоторые демонические черты (что больше отражается на характеристиках и не в самую лучшую сторону). Варианты концовки различаются очень незначительно.

#### Аллоды Онлайн
Комбинированный игровой процесс — наряду со стандартным классическим для MMORPG-жанра игровыми активностями (сражениями с монстрами, выполнением заданий, улучшением характеристик своего персонажа и т. п.) в «Аллодах Онлайн» существуют так называемые астральные путешествия на собственных кораблях. По первоначальной концепции астральные корабли должны были предлагаться трёх видов — от одноместных «яхточек» до клановых «галеонов», но самым распространённым должен был стать групповой корабль, рассчитанный примерно на 6 игроков. На второй стадии ЗБТ разработчики полностью отказались от одноместных кораблей, заявив, что они противоречат концепции игры. В настоящее время существуют лишь групповые корабли, вмещающие команду из 6 игроков. Тем не менее, опытные игроки могут летать в одиночку, но такие полёты намного сложнее и опаснее полёта группой. При выходе в Астрал надо быть готовым к самым разным неожиданностям: как к опасным проявлениям самого Астрала (магические аномалии, искривления пространства, астральные бури и т. д.), так и к PvE- и PvP-сражениям в Астрале.

#### Пираты: Штурм небес
События игры разворачиваются во вселенной Аллодов онлайн. Представлены две фракции из оригинальной игры: Кания и Хадаган.
Долгие годы длился конфликт двух могущественных фракций — технологичной тоталитарной Империи и полной невероятных чудес Лиги. Затянувшаяся между ними бескомпромиссная и беспощадная война унесла множество жизней. Не все были готовы мириться с подобным положением дел. Даже бравые вояки устали проливать кровь за чью-то идею. Кто-то ушел в отставку, кто-то просто отправился навстречу своей судьбе и приключениям, но все они оставались умелыми капитанами астральных кораблей, и их объединяло желание преодолеть все невзгоды и заработать богатство и славу! Так появились первые небесные пираты, с собственными принципами и убеждениями, хотя информации об этом было не найти ни в одной официальной хронике или летописи. Сейчас, когда Лига и Империя нашли в себе силы прекратить открытую войну и бросили объединенные силы на борьбу с демонами и архитекторами, астральное пиратство обрело новую жизнь. Хотя вольные капитаны и продолжают действовать в собственных корыстных интересах — зарабатывая славу или звонкие монеты, теперь они подчиняются единому своду правил — Кодексу Чести, а само братство небесных пиратов стало силой, с которой в Сарнауте вынужден считаться каждый. 

#### Легенды Аллодов
После гибели Великого Мага Урда новая таинственная угроза нависает над аллодом Язес. Для решения проблемы персонажи должны ощутить прохладное дыхание Древнего Леса, услышать пение друидов и побеседовать с мудрыми эльфами. Также героям предстоит посетить жаркие пустыни, преуспеть в выборе доспехов и создании магических заклинаний.

## Вселенная
В некогда единый мир врезалась огромная комета и разделила его на части. И стал астрал поглощать осколки этого мира. Маги же остановили астрал и с тех пор магов, удерживавших свой остров, стали называть Великими магами. Каждый аллод удерживается от поглощения астралом живущим на нём Великим Магом. Великий Маг не может покинуть свой аллод, но внутри него наделён практически неограниченной властью. Он одновременно хозяин и пленник своего аллода. Остальные могут путешествовать между аллодами при помощи телепортации — стационарных порталов, специальных амулетов или заклинаний Великого Мага. Аллоды населены, помимо людей, различными фэнтезийными существами: эльфы, людоеды, орки, ящеры, драконы, гоблины и т. д.
Кроме своей ограниченной площади, аллод ничем не отличается от «обычной» местности: для каждого из них характерны свой климат, флора и фауна, уровень общественно-экономического развития. Жители используют в своей жизнедеятельности магию (заклинания, книги, свитки) и мифические материалы — мифрил, адамантин, алмаз («кристалл»). Точкой временного отсчёта на аллодах является «Катаклизм» — раскол планеты на части.